# Ice Age Chronicle of the Earth
Ice Age Chronicle of the Earth (jap. 地球氷解事紀, Chikyū Hyōkai Jiki) ist ein Manga von Jirō Taniguchi. Das 1987 und 1991 erstmals veröffentlichte Werk ist in die Genres Drama, Science-Fiction und Abenteuer einzuordnen.

## Inhalt
In der fernen Zukunft lebt die Menschheit unter den Bedingungen der nächsten Eiszeit. In der Eiswüste Nunatak arbeiten Männer und Frauen in der Mine Tarpa, die Rohstoffe für die Megalopolis Abyss fördert. Sie haben sich wegen des guten Lohns für die harte Arbeit verpflichtet und in ihrer Freizeit versuchen sie, das Leben in dieser Welt zu genießen. Mit der Zeit bricht die alte, computergesteuerte Mine jedoch auseinander, bis auch noch ein Sturm aufkommt und sich das Klima zu verändern scheint. Als die Mine von Nachschub abgeschnitten ist, wird der junge Takeru als Teil einer kleinen Mannschaft in die Eiswüste geschickt, um nach Abyss zu gehen und Hilfe zu holen.

## Veröffentlichung
In Japan erschien der Manga zuerst von 1987 bis 1988 im Manga-Magazin Afternoon des Verlags Kōdansha und wechselte dann in das Schwestermagazin Morning, wo er 1991 endete. Die Kapitel wurden in zwei Sammelbänden zusammengefasst.
2015 wurde eine französische Übersetzung von Casterman herausgegeben, im Februar 2017 erschien der erste Band auf Deutsch bei Schreiber und Leser in einer Übersetzung aus dem Französischen von Marcel Le Comte. 

## Rezeption
Die deutschen Kritiker bei Die Zukunft und Deutschlandradio heben besonders positiv die von Jirō Taniguchi entworfene, fantasievolle, erfindungsreiche und detaillierte Szenerie hervor. Auch wird darauf verwiesen, dass sich das action- und abenteuerlastige Werk deutlich vom zuvor auf Deutsch veröffentlichten, ruhigerem Spätwerk Taniguchis unterscheide. Christian Endres bei Die Zukunft erkennt zunächst gar Aspekte einer Space Opera, sieht aber auch schon Parallelen zu Taniguchis späteren Werken. Die Konfrontation der Expedition mit der Natur ähnele denen der späteren Werke Der Wanderer im Eis und Gipfel der Götter. Frank Meyer vom Deutschlandradio erkennt im Buch „eine starke Spannung aus Tempo und Beruhigung, viele Seiten sind mit immer wieder anders angeordneten Panels sehr dynamisch gestaltet, dann wieder sorgt eine doppelseitige Landschaft in altjapanischer Manier für eine Ruhepause.“ Jedoch sei die Handlung deutlich schwächer, die Figuren blieben blasse Gestalten, sodass die erzählerische Spannung nur aus der Entdeckung der Welt entsteht.